# 白鷹町
白鷹町（日语：／ Shirataka machi */?）是位於日本山形縣西南部的町，地處置賜盆地的北端。轄區三面環山，最上川流經城鎮中心旁並往北流，當地人口則集中在最上川河岸兩旁的荒砥與鮎貝地區。白鷹町在江戶時代作為最上川河運的交通要地發展，並且也作為紅花的生產地而繁榮。現今當地在對外通勤與就學方面與長井市有著密切關聯，但近年來在商業活動等方面與山形市的關聯增強。白鷹町也是日本紅花產量第一的地區，當地也以深山和紙等傳統工藝品而聞名。

## 地理
白鷹町境內約65%的面積被森林覆蓋。東北部坐落著海拔994公尺的白鷹山，西北部則是與磐梯朝日國立公園內的朝日岳相連的葉山、大禿森山、頭殿山、暖日山等山岳。南部的平原地帶被往北流經轄區內的最上川一分為二。

### 氣候
根據統計，2018年至2023年白鷹町的年均溫為11.6℃，年均降雨量則為1663毫米；平地的平均積雪深度為28公分，山間地帶的積雪深度則可達1公尺以上。由於轄區地處日本東北部，因此梅雨期落在7月上旬至中旬，雨季時間也較短。夏季偶爾會發生冷害，8月則經常出現雨量相當大的豪雨。

## 歷史
坐落於白鷹町內的觀音寺觀音堂大約建於室町時代，為山形縣内最古老的木製建築物，並且被指定為日本的重要文化財。昭和29年（1954年)，荒砥町、蠶桑村、鮎貝村、 十王村、白鷹村、東根村合併成白鷹町。隔年（1955年) 西村山郡的朝日町部分地區也與白鷹町合併，形成現今的白鷹町。

## 經濟
根據日本2020年的國勢調查顯示，白鷹町的就業人口中有10.5%從事第一級產業，36.9%從事第二級產業，52.6%則從事第三級產業。白鷹町的核心產業為以生產稻米為主的農業，同時當地也生產菸葉與蛇麻等農作物。另外畜牧業在當地相當盛行。

## 交通
國道287號與國道348號皆通過白鷹町境內。其中國道287號以南北向通過境內，國道348號則在轄區內與國道287號分岔並往東延伸至山形市。鐵路方面，白鷹町是由山形鐵道經營的花長井線的終點處，該鐵路在境內設有荒砥站、四季之鄉站、鮎貝站與蠶桑站。